# Gold (album Ryana Adamsa)
Gold je drugi solo album Ryana Adamsa iz 2001. Album je prodan u 364 tisuće primjeraka u Americi i 812 tisuća u ostatku svijeta, čime je postao i ostao Adamsov najprodavaniji album.
Na albumu se nalazi i "When the Stars Go Blue", pjesma koju su obradili glazbenici kao što su The Corrs, Tyler Hilton i Tim McGraw. "New York, New York" je bio prvi singl s albuma koji se često emitirao na MTV-u nakon terorističkih napada 11. rujna. "The Rescue Blues" se našla u odjavnoj špici filma Iza neprijateljskih linija iz 2001.
Adamsov bivši cimer i prijatelj Adam Duritz (pjevač Counting Crowsa) na nekoliko je pjesama bio prateći vokal.
Knjiga Liseyna priča Stephena Kinga iz 2006. na početku ima nekoliko stihova iz pjesme "When the Stars Go Blue".

## Popis pjesama
Pjesme je napisao Ryan Adams osim onih drugačije označenih.
1. "New York, New York" – 3:46
  - Ryan Adams - akustična gitara i vokal
  - Richard Causon - klavir
  - Chris Stills - bas
  - Kamasi Washington - saksofon
  - Ethan Johns - električne gitare, Hammond B-3, udaraljke i bubnjevi
2. "Firecracker" – 2:51
  - Ryan Adams - akustična gitara i vokal
  - Benmont Tench - klavir i Hammond B-3
  - Jennifer Condos - bas
  - Ethan Johns - akustične i električne gitare i bubnjevi
  - Chris Stills - prateći vokali
3. "Answering Bell" – 3:05
  - Ryan Adams - akustična gitara, bendžo, klavir i vokali
  - Bucky Baxter - Steel gitara
  - Jennifer Condos - bas
  - Benmont Tench - Hammond B-3
  - Ethan Johns - bubnjevi i gitara
  - Adam Duritz - prateći vokali
4. "La Cienega Just Smiled" – 5:03
  - Ryan Adams - akustična gitara i vokali
  - Chris Stills - akustična gitara
  - Jennifer Condos - Bass
  - Richard Causon - Piano
  - Ethan Johns - bubnjevi, Chamberlain Strings i perkusije
5. "The Rescue Blues" – 3:38
  - Ryan Adams - akustična gitara i vokali
  - Benmont Tench - Hammond B-3
  - Ethan Johns - električna gitara, gitara s 12 žica, bas i bubnjevi
  - Zbor - Adam Duritz, Julianna Raye, C.C. White, Rob McDonald i Keith Hunter
6. "Somehow, Someday" – 4:24
  - Ryan Adams - akustična gitara i vokali
  - Richard Causon - klavir
  - Ethan Johns - električne gitare, akustične gitare, Mando Cello, Hammond B-3, bubnjevi i prateći vokali
  - Chris Stills - prateći vokali
7. "When the Stars Go Blue" – 3:31
  - Ryan Adams - akustična gitara i vokali
  - Richard Causon - klavir
  - Ethan Johns - 12-žičana gitara, harmonij, električni klavir, Mando Cello, Chamberlain Strings i bubnjevi
  - Julianna Raye - pratei vokali
8. "Nobody Girl" (Ryan Adams i Ethan Johns) – 9:40
  - Ryan Adams - električna gitara, akustična gitara i vokali
  - Chris Stills - električna gitara i prateći vokali
  - Milo De Cruz - bas
  - Ethan Johns - gitara, Hammond B-3 i bubnjevi
  - C.C.White - prateći vokali
9. "Sylvia Plath" (Ryan Adams i Richard Causon) – 4:10
  - Ryan Adams - vokali
  - Richard Causon - klavir
  - Ethan Johns - žičani aranžman
  - Sid Paige - Concert Master
10. "Enemy Fire" (Ryan Adams i Gillian Welch) – 4:09
  - Ryan Adams - električna gitara i vokali
  - Jennifer Condos - bas
  - Ethan Johns - bubnjevi
11. "Gonna Make You Love Me" – 2:36
  - Ryan Adams - akustična gitara i vokali
  - Chris Stills - električna gitara
  - Milo De Cruz - bas
  - Ethan Johns - bubnjevi
12. "Wild Flowers" – 4:59
  - Ryan Adams - akustična gitara i vokali
  - Chris Stills - akustična 12-žičana gitara
  - Jennifer Condos - bas
  - Ethan Johns - bubnjevi, Celeste i Chamberlain Strings/perkusije
13. "Harder Now That It's Over" (Ryan Adams i Chris Stills) – 4:32
  - Ryan Adams - akustična gitara i vokali
  - Bucky Baxter - Steel gitara
  - Chris Stills - bas i prateći vokali
  - Rami Jaffi - harmonika
  - Ethan Johns - bubnjevi, gitara, mandolina, Chamberlain Strings
14. "Touch, Feel and Lose" (Ryan Adams i David Rawlings) – 4:15
  - Ryan Adams - električna gitara i vokali
  - Benmont Tench - Hammond B-3
  - Jennifer Condos - bas
  - Ethan Johns - bubnjevi
  - Andre Carter - truba
  - Kamasi Washington - saksofon
  - Zbor - Adam Duritz, Julianna Raye, C.C. White, Rob McDonald i Keith Hunter
15. "Tina Toledo's Street Walking Blues" (Ryan Adams i Ethan Johns) – 6:10
  - Ryan Adams - električna gitara i vokali
  - Chris Stills - električna gitara
  - Milo De Cruz - bas
  - Benmont Tench - klavir
  - Ethan Johns - Slide gitara, lead gitara, bubnjevi i prateći vokali
  - C.C. White - prateći solo vokali
16. "Goodnight, Hollywood Blvd." (Ryan Adams i Richard Causon) – 3:25
  - Ryan Adams - vokali
  - Richard Causon - klavir
  - Ethan Johns - žičani aranžman
  - Sid Paige - Concert Master

"Rosalie Come and Go" - Pjesma uvrštena na britansko izdanje.

## Bonus disk: "Side Four"
Album je objavljen u dvostrukom limitiranom izdanju s pjesama sa snimanja albuma.

Pjesme je napisao Ryan Adams osim onih drugačije označenih.
1. "Rosalie Come and Go" – 3:54
  - Ryan Adams - vokali i električna gitara
  - Jennifer Condos - bas
  - Richard Causon - klavir
  - Chris Stills - gitara
  - Kamasi Washington - saksofon
  - Ethan Johns - bubnjevi i električna gitara
  - Adam Duritz - prateći vokali
2. "The Fools We Are As Men" – 4:01
  - Ryan Adams - vokali i akustična gitara
  - Jennifer Condos - bas
  - Ethan Johns - mandolina, harmonika i Mando-Cello
3. "Sweet Black Magic" (Ryan Adams i Ethan Johns) 2:35
  - Ryan Adams - vokali, akustična gitara i klavir
  - Ethan Johns - bendžo i prateći vokali
4. "The Bar Is a Beautiful Place" - 5:58
  - Ryan Adams - vokali i klavir
  - Jennifer Condos - bas
  - Jim Keltner - bubnjevi
  - Kamasi Washington - saksofon
  - Andre Carter - truba
  - Ethan Johns - bubnjevi
5. "Cannonball Days" – 3:24
  - Ryan Adams - vokali i akustična gitara
  - Ethan Johns - akustična gitara Hammond B-3

## Popis izvođača
- Ryan Adams - vokali, akustična gitara, električna gitara, bendžo, klavir
- Bucky Baxter - Steel gitara
- Andre Carter - truba
- Richard Causon - klavir
- Jennifer Condos - bas
- Milo De Cruz - bas
- Adam Duritz - zbor, prateći vokali
- Keith Hunter - zbor
- Rami Jaffi - harmonika
- Ethan Johns - bubnjevi, električna gitara, Chamberlain Strings, Lead gitara, Hammond B-3, prateći vokali, akustična gitara, 12-žičana gitara, Mando-Cello, perkusije, žičania aranžman, gitara, Slide gitara, mandolina, bas, eletkrični klavir, čelesta, harmonika, udaraljke
- Rob McDonald - zbor
- Sid Paige - Concert Master
- Julianna Raye - prateći vokali, zbor
- Chris Stills - prateći vokali, električna gitara, bas, akustična gitara, 12-žičana gitara
- Benmont Tench - Hammond B-3, klavir
- Kamasi Washington - saksofon
- C.C. White - prateći vokali, zbor, solo vokali